# Kadkol, Jevargi
Kadkol là một làng thuộc tehsil Jevargi, huyện Gulbarga, bang Karnataka, Ấn Độ.